# Dammard
Dammard es una comuna francesa, situada en el departamento de Aisne, de la región de Alta Francia.

## Demografía
| 433 | 461 | 421 | 373 | 441 | 418 | 419 | 396 |
| Para los censos de 1962 a 1999 la población legal corresponde a la población sin duplicidades (Fuente: INSEE [Consultar]) |     |     |     |     |     |     |     |